# Jörgen Scholtens
Jörgen Scholtens (Leeuwarden, 15 oktober 1986) is een Nederlands acteur, filmregisseur, scenarist en cabaretier.

## Als filmregisseur en scenarist
Jörgen Scholtens is scenarist en regisseur, met een voorliefde voor komedie, genrefilms en fantasierijke verhalen. In 2019 maakte hij voor De Ontmoeting de absurdistische korte film Koekoek! (Hoofdrol: Frank Lammers) die op meer dan 40 filmfestivals wereldwijd de award won voor beste korte film, waaronder De Méliès d’Argent op het Imagine Film Festival in Amsterdam: de prijs voor beste Europese Fantastische Film.
In 2021 ging zijn eerste midlength-film Little Amsterdam (Hoofdrollen: Anneke Blok & Kees Hulst) in première op het Nederlands Filmfestival. Deze crimekomedie, geproduceerd door Millstreet Films, werd gemaakt voor BNNVARA voor het NPO talentonwikkelingstraject Onze Straat, en won de prijs voor beste speelfilm op het Noordelijk Film Festival. Een jaar later ging Jörgen’s eerste lange film in première, de zwarte komedie Vaders & Zonen (Hoofdrollen: Fedja van Huêt & Guide pollemans), gemaakt voor Videoland. De film stond in de top tien van best bekeken films op Videoland in 2022 en werd geselecteerd voor de Gouden Kalf competitie van het Nederlands Film Festival in 2023.
Jörgen heeft vijf keer meegedaan aan het 48Hour Filmproject, en viermaal de competitie gewonnen; met de korte films KOE-MAN, Viswijf, Masterclass en Muze. Muze werd tevens op het Filmapalooza Filmfestival van 2022 uit meer dan vierduizend inzendingen tot de jury verkozen tot beste 48hour film wereldwijd.
Momenteel werkt Jörgen, samen met scenarist Pepijn van Weeren, aan het scenario van hun eerste bioscoopfilm ’t iepenloftspul. Daarnaast is Jörgen bezig met de preproductie van de korte film Folle Lok en Seine, die gemaakt wordt in het kader van de Nederlands Filmfonds Shorts regeling. Deze satirische horrorkomedie wordt eind 2025 gedraaid.  

## Als acteur
Jörgen Scholtens maakte zijn filmdebuut in de afstudeerfilm De ein fan 'e wrâld (2007) van Mirjam de With. Al snel daarna kreeg Jörgen een vaste rol in de dagelijkse BNN serie Onderweg naar Morgen - waarin hij van 2008 tot 2010 de rol van Sytze speelde. Sindsdien is hij te zien in verschillende Nederlandse tv-series, films, videoclips en commercials.
Jörgen is onder andere te zien in de series Dokter Tinus, Harkum, De Keet, Hooi Hooi, De Koers en de populaire kinderserie Juf Roos. Tevens speelde Jörgen een rol in de bioscoopfilms SINT, de Turkse bioscoopfilm Madimak carina'nın günlügü en in meerdere korte films zoals het internationaal bekroonde Memories of you en de prijswinnende film KOE-MAN. 
In het theater is Jörgen actief geweest voor theatergroep de Veenfabriek, de Kosmonaut, het Amsterdamse Bostheater, Studio BOCK&BAAS en Meneer Monster.

## Als cabaretier
In 2011 bereikte Scholtens de finale van het Groninger Cabaret Festival, waarna hij een jaar lang in de theaters heeft gestaan met zijn cabaretprogramma. 

## Filmografie

### Als regisseur & scenarist

#### Film
- Folle lok en Seine, Korte film in pre-productie, 2025
- Vaders en Zonen, telefilm voor videoland, 2022
- Onze Straat; Little Amsterdam, midlength-film, 2021
- MUZE, korte film, winnaar Filmapalooza, 2021
- Koekoek!, korte film, 2019
- Winterzeit, korte film, 2019
- Masterclass, korte film, 2018
- Viswijf, korte film, 2018
- KOE-MAN, korte film, 2018

### Als acteur

#### Film
- Sint, regie: Dick Maas
- De eind fan e Wrald, regie: Mirjam de With, 2007
- Winterzeit!, regie: Jörgen Scholtens
- Heraut, regie: Rosanne Pel, 2011
- Sivas'93, regie: Ulas Badahir, 2015
- In-cube (De List), regie: Bart Schrijver, Teuntje Schrijver, 2015
- Memories of my hero, regie: Bart Schrijver, 2015
- Scars, regie: Wout Kanters & Nick Janssen 2018
- KOE-MAN, regie: Jörgen Scholtens, 2018
- Viswijf, regie: Jörgen Scholtens, 2018
- Masterclass, regie: Jörgen Scholtens, 2018
- Koekoek!, regie: Jörgen Scholtens, 2019
- Little Amsterdam, regie: Jörgen Scholtens, 2021
- Muze, regie: Jörgen Scholtens, 2021
- Vaders&Zonen, regie: Jörgen Scholtens, 2022

#### Televisie
- Flikken Maastricht - Leon Klink
- Juf Roos op zoek naar de regenboog - Gijs
- Harkum - Bram
- ONM - Sytze Eyzinga
- De Koers - Paulus Hoting - Omrop Fryslân (regie: Halbe Piter Claus)
- I.K. - Omrop Fryslân (regie: Halbe Piter Claus)
- Hooi Hooi
- De Keet
- De Jungleclub (één aflevering in 2012)
- Juf Roos - buurjongen Gijs
- Dokter Tinus - Steven Marzinski